# Mustela erminea haidarum
Mustela erminea haidarum es una subespecie de  mamíferos carnívoros  de la familia Mustelidae subfamilia Mustelinae.

## Distribución geográfica
Se encuentran en las Islas de la Reina Carlota (la Columbia Británica, el Canadá).